# Kaliumpermanganat
Kaliumpermanganat (KMnO4) är ett salt som bland annat används inom sjukvården vid till exempel nageltrång och eksem.
Kaliumpermanganat är lättlösligt i vatten och bara ett gram färgar en liter vatten kraftigt lila. Det är starkt oxiderande och tillsammans med lättoxiderade metaller som magnesium eller aluminium (silverkrut), sker en momentan förbränning med ljus och het låga. Blandat med socker och lite vatten bildas värme tills vattnet har avdunstat och tillsammans med glycerol självantänder blandningen. Saltet verkar uttorkande på huden och har ingen speciell lukt.

## Användning
I laboratorier används kaliumpermanganat som ett oxiderande ämne i vissa kemiska reaktioner. Inom vattenrening är det vanligaste användningsområdet att oxidera lösta järn- och manganjoner i dricksvatten till svårlösliga oxider som sedan kan filtreras bort. Det används också för desinfektion av vatten i avlopp och för att rena sjövatten innehållande bakterier. Inom organisk kemi användes kaliumpermanganat för att oxidera alkoholer, aldehyder och alkylbensener till karboxylsyror.
När kaliumpermanganat blandas med svavelsyra kan lite ozon bildas. Det bildas även Mn2O7 (mangan(VII)oxid) som är en synnerligen instabil oxiderande vätska. En mycket utspädd lösning med saltet kan användas som munskölj för att döda bakterier i munnen.

## Faror
Kaliumpermanganat är oxiderande och får inte förvaras med brännbara vätskor. Saltet är skadligt för miljön, speciellt för vattenlevande organismer, och irriterar hud och ögon. Vid kontakt med saltsyra bildas giftig klorgas och vid kontakt med koncentrerad svavelsyra bildas starkt oxiderande ämnen som ozon och Mn2O7. 
Vid hudkontakt ska huden sköljas med mycket vatten. Fläcken som uppstår försvinner efter ungefär två dygn. Fläckar på huden kan även tas bort genom att gnida lime- eller citronsaft på hudfläcken. Vid kontakt med kläder bildas en fläck bestående av brun-svart mangandioxid (MnO2) som kan tas bort med ättiksyra.